# Salem Labiadh
Salem Labiadh (arabe : سالم الأبيض), né le 14 mars 1964 à Zarzis, est un sociologue et homme politique tunisien, ministre de l'Éducation dans le gouvernement Ali Larayedh.

## Biographie

### Formation
Salem Labiadh obtient son baccalauréat à l'âge de vingt ans, une maîtrise de sociologie en juin 1992 et un doctorat dans cette même matière le 29 juin 1999.

### Carrière académique
Entre 1995 et 2000, il est professeur dans l'enseignement secondaire avant d'accéder à l'université en tant que maître associé puis en tant que maître de conférences.  
Professeur de sociologie à l'université de Tunis à partir de 2014 ; il est membre du Comité tunisien d'évaluation des recherches scientifiques au ministère de l'Enseignement supérieur et de la Recherche scientifique et membre des jurys de soutenance des masters, thèses et diplômes d'habilitation.
Ses travaux portent sur la sociologie tribale et la sociologie de l'identité dans les pays du Maghreb.

### Carrière politique
Le 13 mars 2013, il devient ministre de l'Éducation dans le gouvernement Ali Larayedh, faisant partie des technocrates indépendants sollicités pour diriger plusieurs ministères régaliens, demande auparavant insatisfaite et qui avait entraîné la chute du gouvernement Hamadi Jebali. Il remet sa démission le 29 juillet,.
Lors des élections législatives d'octobre 2014, il est élu député à l'Assemblée des représentants du peuple dans la circonscription de Médenine. En octobre 2016, il est désigné comme président du bloc démocrate à l'assemblée. Lors des élections législatives d'octobre 2019, il est réélu député représentant le Mouvement du peuple,.

## Publications
Salem Labiadh est l'auteur de plusieurs ouvrages en langue arabe dont :
- (ar) تاريخ شبه جزيرة جرجيس [« L'histoire de la presqu'île de Zarzis »], Tunis, Société générale pour l'impression,‎ 2001.
- (ar) مجتمع القبيلة البناء الاجتماعي و تحولاته في تونس : دراسة في قبيلة عكارة [« Société tribale, formation sociale et ses changements en Tunisie : la tribu de Akkara comme exemple »], Tunis, MIP,‎ 2006.
- (ar) الهوية : الإسلام، العروبة، التونسة [« Identité : Islam, arabité et tunisianité »], Beyrouth, Centre des études de l'unité arabe,‎ 2009.
- (ar) الأقلية البربرية في تونس [« La minorité berbère de Tunisie »], Tunis, Publications du Centre arabe des études politiques et sociales,‎ 2011.
- (ar) أزمة الجامعة التونسية [« Crise de l'université tunisienne »], Tunis, Publications du Centre arabe des études politiques et sociales,‎ 2011.
- (ar) تونس : الثورة في زمن الهيمنة [« Tunisie : la révolution au temps de l'hégémonie »], Tunis, Hā'sad,‎ 2013.
- (ar) الطلبة العرب التقدميون الوحدويون، نشأة التيار القومي التقدمي و نضالاته التاريخية [« Les étudiants arabes unionistes-progressistes : l'émergence du mouvement unioniste et ses luttes historiques en Tunisie »], Tunis, Sotumedias,‎ 2017, en collaboration avec Mohamed Dhifallah.
- (ar) عكارة : في سوسيولوجيا القبيلة المغاربية [« Accaras : autour de la sociologie de la tribu maghrébine »], Tunis, Sotumedias,‎ 2018[8].